# Lin Zexu

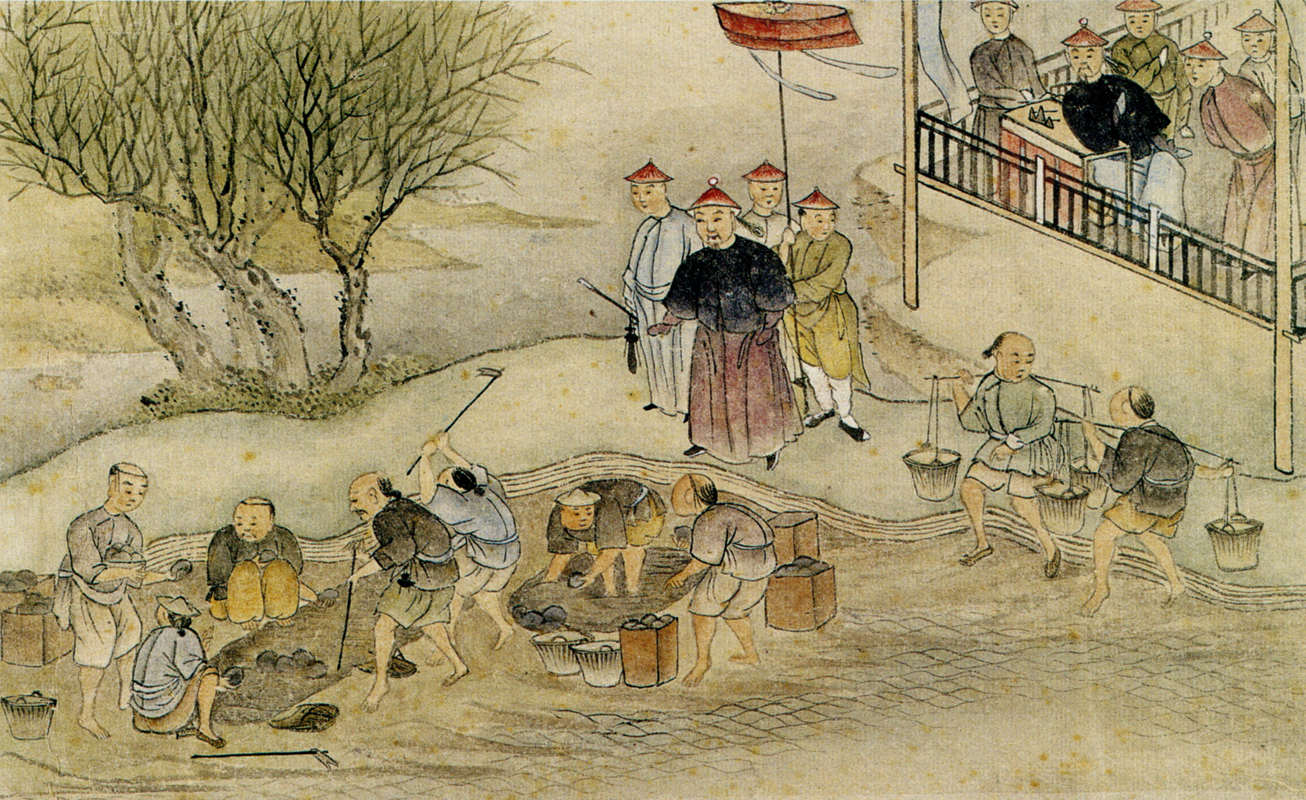
Opiumvernietiging te Humen

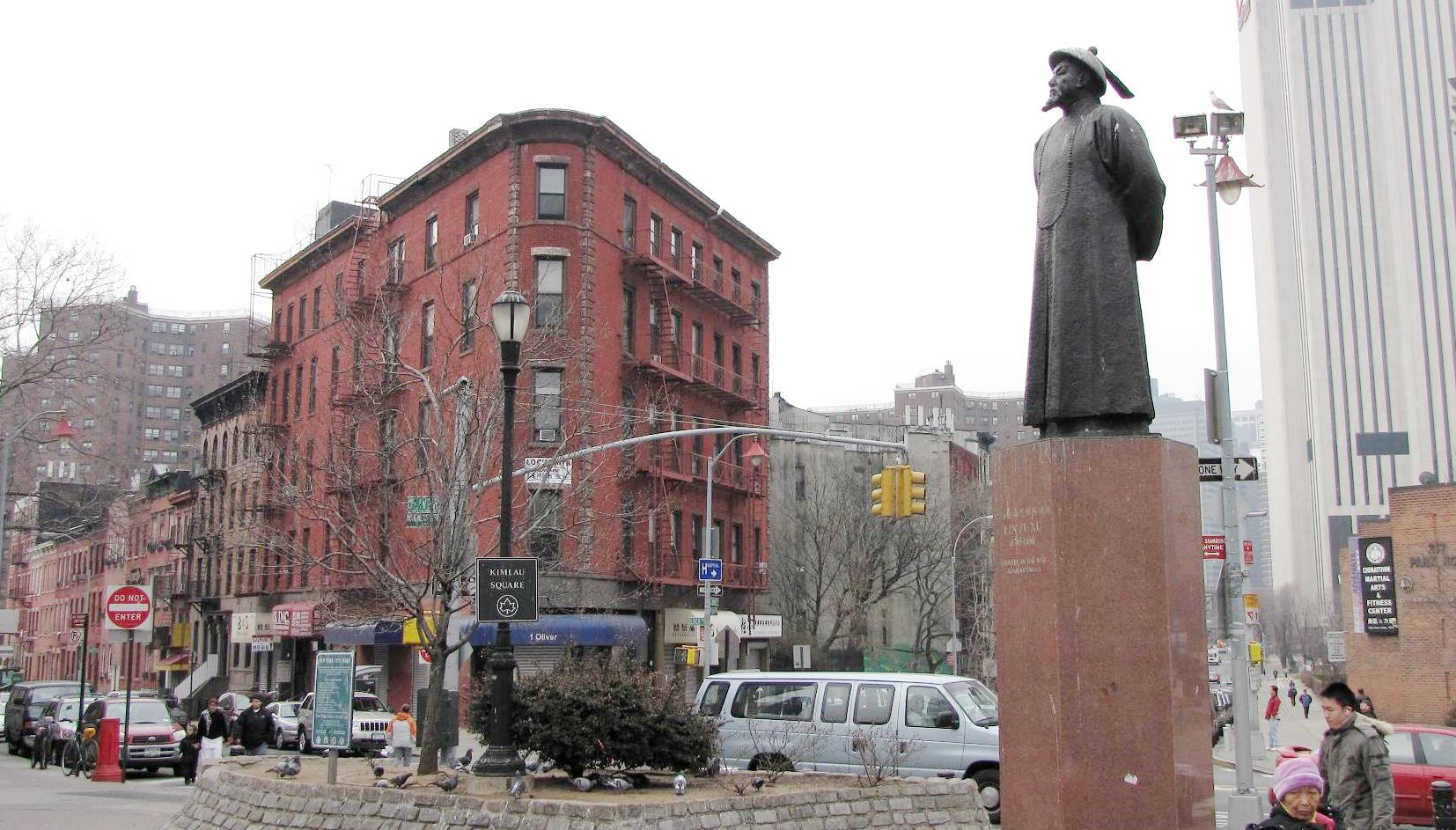
Standbeeld Lin Zexu in New York

Lin Zexu (30 augustus 1785 – 22 november 1850) (jiaxiang: Fujian, Houguan 福建省侯官) was een Han-Chinese ambtenaar tijdens de Qing-dynastie. Hij wordt wereldwijd door de Han-Chinezen als een ware held beschouwd. Hij staat bekend om de opiumvernietiging te Humen, wat leidde tot de Eerste Opiumoorlog.
Door het toegenomen gebruik van opium namen de verslavingsproblemen toe in China. In 1836 verzocht de keizer Daoguang om advies. Een deel van zijn adviseurs wilde de handel legaliseren en daarmee de smokkelaars de pas afsnijden. Dit had als bijkomend voordeel dat de handel werd belast en de staatsinkomsten zouden toenemen. Tegenstanders, waaronder Lin Zexu, wilde het verbod op opiumgebruik, dat al door keizer Jiaqing was ingesteld, krachtiger handhaven. In 1838 besloot de keizer het gebruik en ook de import van opium te stoppen.
Lin Zexu pleit ervoor de smokkel via Guangzhou te blokkeren en de verslaafden verplicht te laten afkicken. Hij wordt benoemd tot Keizerlijk Commissaris en krijgt een ruim mandaat om de opiumhandel tegen te gaan. In maart 1839 komt hij in Guangzhou aan. Hij begint een morele campagne tegen het opium gebruik, maar laat ook verslaafden opsluiten, sluit lokalen waar opium wordt gebruikt en neemt tienduizenden opiumpijpen in beslag. Hij dwingt de Britten hun opiumvoorraden af te staan en de smokkel te staken. De hoogste Britse regeringsvertegenwoordiger Charles Elliot verzet zich tegen beide eisen. Lin Zexu volhardt en in juni 1839 laat hij 20.000 kisten met in beslag genomen opium vernietigen.
Hij schrijft ook een brief aan koningin Victoria. In de brief doet hij een moreel appel om de handel in opium te verbieden. Het gebruik van opium is verboden in Engeland en China lijdt grote schade door de opiumverslaving. De koningin heeft de brief waarschijnlijk nooit gezien en actie van het Britse hof bleef uit.
Voor de Britse kooplui komt hun bijzonder winstgevende handel in gevaar. Zij zijn uit op een gewapend conflict om hun belangen veilig te stellen. De Chinezen zien militair ingrijpen ook als een mogelijke oplossing voor het opiumprobleem. In 1839 breekt de Eerste Opiumoorlog uit, maar de Britse regering wacht tot begin 1840 met een formele oorlogsverklaring. De oorlog is van korte duur waarbij China wordt verslagen. In 1842 wordt de vrede getekend met het Verdrag van Nanking.
Binnen zes maanden na zijn aankomst heeft Lin Zexu veel bereikt, maar de Chinese buitenlandse handel had zwaar te lijden en het hof miste belangrijke inkomsten. Lin Zexu wordt teruggeroepen naar Peking en korte tijd later verbannen. Vijf jaar later wordt hij gerehabiliteerd met een nieuwe hoge positie, maar zijn carrière was wel beschadigd. In 1850 overleed hij.
Lin Zexu wordt nog steeds gezien als een belangrijke voorvechter tegen drugs. Jaarlijks wordt op 3 juni, toen de eerste opiumkist in beslag werd genomen, in Taiwan een antidrugsdag georganiseerd en wereldwijd wordt op 26 juni de Internationale antidrugsdag gehouden. Diverse standbeelden van hem zijn opgericht waaronder in Chinatown (New York).
- Bibsys: 90375110
- Bibliothèque nationale de France: cb14626668w (data)
- CiNii: DA07171442
- Gemeinsame Normdatei: 118980327
- International Standard Name Identifier: 0000 0004 4459 869X
- Library of Congress Control Number: n82051132
- Bibliotheek van het Japanse parlement: 00510478
- Nationale bibliotheek van Australië: 36610918
- Nationale Bibliotheek van Israël: 987007264495705171
- Nederlandse Thesaurus van Auteursnamen: 140571094
- Système universitaire de documentation: 112997392
- Trove: 1327367
- Virtual International Authority File: 52489294
- WorldCat: E39PBJmpgKWJRTfvK6rFGTPPcP